# Hadzinia ferrani
Espèce
Hadzinia ferrani est une espèce d'opilions dyspnois de la famille des Nemastomatidae.

## Distribution
Cette espèce est endémique de Slovénie. Elle se rencontre à Vrhnika dans la grotte Ferranova buža.

## Description
Le mâle holotype mesure 1,11 mm et la femelle paratype 1,40 mm.

## Systématique et taxinomie
Cette espèce a été décrite par Novak et Kozel en 2014.

## Étymologie
Cette espèce est nommée en l'honneur de Milan Ferran.

## Publication originale
- Novak & Kozel, 2014 : « Hadzinia ferrani, sp. n. (Opiliones: Nemastomatidae), a highly specialized troglobiotic harvestman from Slovenia. » Zootaxa, no 3841(1), p. 135–145.